# Mimipochira sikkimensis
Mimipochira sikkimensis är en skalbaggsart som beskrevs av Stefan von Breuning 1982. Mimipochira sikkimensis ingår i släktet Mimipochira och familjen långhorningar. Inga underarter finns listade i Catalogue of Life.